# Mohamed Salah Jedidi
Mohamed Salah Jedidi (Ghardimaou, 17 de marzo de 1938 - Túnez, 17 de marzo de 2014) fue un futbolista tunecino que jugaba en la demarcación de delantero.

## Biografía
Debutó como futbolista en 1958 con el Club Africain tras ascender de las categorías inferiores del club de la mano del entrenador Fabio Roccheggiani. Cinco años después de su debut ganó su primer Championnat de Ligue Profesionelle 1 de los dos que ha ganado, siendo el segundo en 1967. También ganó la Copa de Túnez en cuatro ocasiones, en 1965, 1967, 1968 y en 1969. Durante su etapa en el club jugó un total de 222 partidos de liga, llevándole a ser el cuarto futbolista de la historia con más partidos jugados con el club tras Sadok Sassi, Hédi Bayari y Kamel Chebli; y 44 partidos de copa. Además marcó un total de 110 goles en todas las competiciones. Además es el padre del árbitro internacional de Fútbol  Slim Jedidi.
Falleció el 17 de marzo de 2014 en Ghardimaou a los 76 años de edad.

## Selección nacional
Debutó con la selección de fútbol de Túnez en la Copa Africana de Naciones 1962, donde ayudó a su selección a finalizar el campeonato en tercer lugar, anotando el primer gol en el partido del tercer y cuarto puesto contra Uganda. Durante su etapa en la selección marcó 19 goles en 40 partidos que jugó hasta 1969.

## Clubes
| Club          | País  | Año       | Partidos | Goles |
| ------------- | ----- | --------- | -------- | ----- |
| Club Africain | Túnez | 1958-1969 | 266      | 110   |
| AS Mégrine    | Túnez | 1969-1970 |          |       |

## Palmarés

### Campeonatos nacionales
| Título                               | Club          | País  | Año  |
| ------------------------------------ | ------------- | ----- | ---- |
| Championnat de Ligue Profesionelle 1 | Club Africain | Túnez | 1964 |
| Copa de Túnez                        | Club Africain | Túnez | 1965 |
| Championnat de Ligue Profesionelle 1 | Club Africain | Túnez | 1967 |
| Copa de Túnez                        | Club Africain | Túnez | 1967 |
| Copa de Túnez                        | Club Africain | Túnez | 1968 |
| Supercopa de Turquía                 | Club Africain | Túnez | 1968 |
| Copa de Túnez                        | Club Africain | Túnez | 1969 |

| Distinción                                              | Año  |
| ------------------------------------------------------- | ---- |
| Bota de oro de la Championnat de Ligue Professionelle 1 | 1965 |
| Bota de oro de la Championnat de Ligue Professionelle 1 | 1969 |